# Mihály Halász
Halász Mihály es un director de orquesta alemán de origen húngaro nacido en Cluj-Napoca el 21 de mayo de 1931. 

## Carrera
Halász estudió en la academia de música de Budapest hasta que 1956 abandonó Hungría. Fue fagotista de la filarmónica húngara de Baden. En 1968 fue diplomado como director de orquesta en Essen. Fue director de orquesta desde 1972 durante tres años en el Statstheater am Gartnerplatz en Múnich, luego en la ópera de Fráncfort, y desde 1977 en la Stastoper de Hamburgo. A partir de 1978 fue director musical jefe de la ópera de Hagen, y a partir de 1991 director de orquesta de la Statsoper de Viena.